# Archaeopteris
Archaeopteris là một chi thực vật giống cây có lá giống dương xỉ đã tuyệt chủng. Là một hóa thạch chỉ số có ích, loài cây này được tìm thấy trong các địa tầng có niên đại từ Thượng Devon cho tới Hạ Than đá (383 to 323 million years ago), và có phân bố toàn cầu.
Cho đến năm 2007 khi khám phá ra Wattieza, nhiều nhà khoa học vẫn coi Archaeopteris là loài thực vật cổ xưa nhất được biết đến. Có búp, khớp cành được gia cố, và thân chia nhánh giống với cây gỗ ngày nay, nó gợi nhớ nhiều hơn đến các loài cây sinh hạt hơn là các phân loại cây sinh bào tử; nó kết hợp đặc tính của cả cây gỗ và dương xỉ cỏ, và thuộc về một nhóm các loài thực vật đã tuyệt chủng đôi khi được gọi là progymnosperm, loại thực vật với gỗ giống cây hạt trần nhưng lại sản sinh ra bào tử chứ không phải hạt.

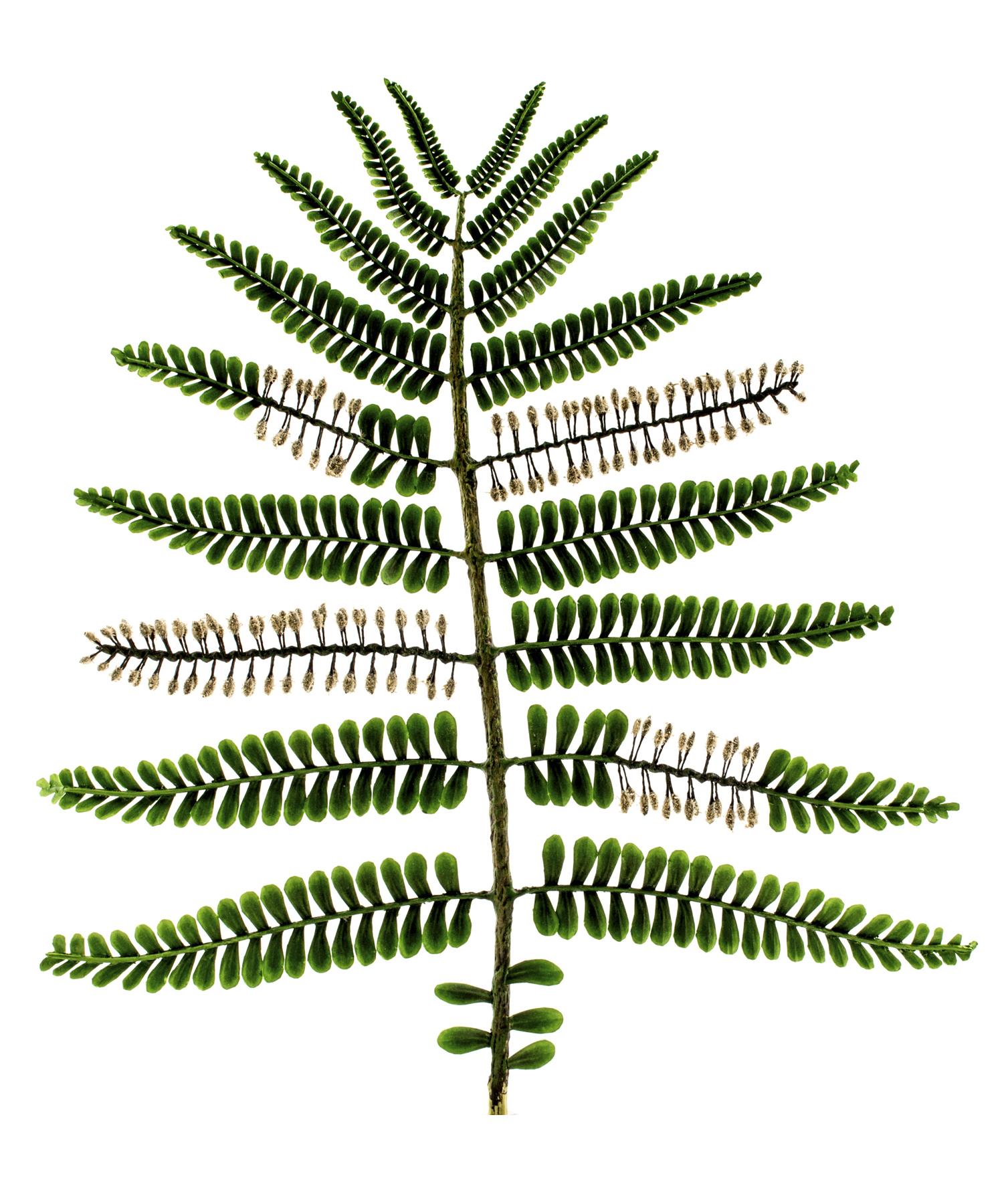
Archaeopteris sp. - reconstruction at MUSE - Science Museum in Trento

## Mô tả
Thực vật trong chi này thường mọc cao tới 30 m (98 ft) với tán lá gợi nhớ đến một số loài tùng bách. Thân cây của một số loài có đường kính vượt quá 1,5 mét (4,9 ft).

## Sinh cảnh
Các bằng chứng đã chỉ ra rằng Archaeopteris ưa đất ẩm ướt, phát triển gần các hệ thống sông và trong vùng rừng bãi bồi. Nó có lẽ đã tạo thành một phần quan trọng của vòm thực vật của các khu rừng cổ xưa. Khi nói về sự xuất hiện đầu tiên của Archaeopteris, Stephen Scheckler, một giáo sư khoa học sinh học và địa chất tại Virginia Polytechnic Institute, nói rằng, "Khi [Archaeopteris] xuất hiện, nó rất nhanh chóng trở thành loài cây thống trị khắp mọi nơi trên Trái đất. Trên tất cả những vùng đất có thể sống được thì đều có loài cây này".